# Sobole (Lublin)
Pour les articles homonymes, voir Sobole.
Sobole (prononciation [sɔˈbɔlɛ]) est un village de la gmina d'Ulan-Majorat du powiat de Radzyń Podlaski dans la voïvodie de Lublin, situé dans l'est de la Pologne.
Il se situe à environ 5 kilomètres (km) à l'ouest d'Ulan-Majorat (siège de la gmina), 15 kilomètres à l'ouest de Radzyń Podlaski (siège du powiat) et 64 kilomètres au nord de Lublin (capitale de la voïvodie).
Le village comptait approximativement une population de 610 habitants en 2009.

## Histoire
De 1975 à 1998, le village est attaché administrativement à la voïvodie de Biała Podlaska.

Depuis 1999, il fait partie de la nouvelle voïvodie de Lublin.